# Damasc
Damasc (àrab: دمشق, Dimaxq; llatí: Damascus; grec antic: Δαμασκός, Damaskos; en català medieval: Domàs) és la capital de Síria i una de les ciutats més antigues del món. Amb els seus 1.394.322 habitants (cens de 2007) és una de les ciutats més poblades de l'Orient Pròxim. És capital de la governació de Damasc, (formada per la mateixa ciutat) i de la governació de Damasc Rural.
El primer assentament de la ciutat es van establir en el segon mil·lenni abans de Crist, cosa que fa que sigui el lloc habitat de manera continuada més antic del món. Va ser la capital del Califat Omeia entre el 661 i el 750, després de la victòria de la dinastia abbàssida, la seu del poder es va traslladar a Bagdad. Damasc va declinar durant el Califat Abbàssida i va recuperar una importància significativa durant els períodes aiúbida i mameluc. Durant l'Imperi Otomà la ciutat va decaure totalment tot i mantenir un cert prestigi cultural.

## Etimologia

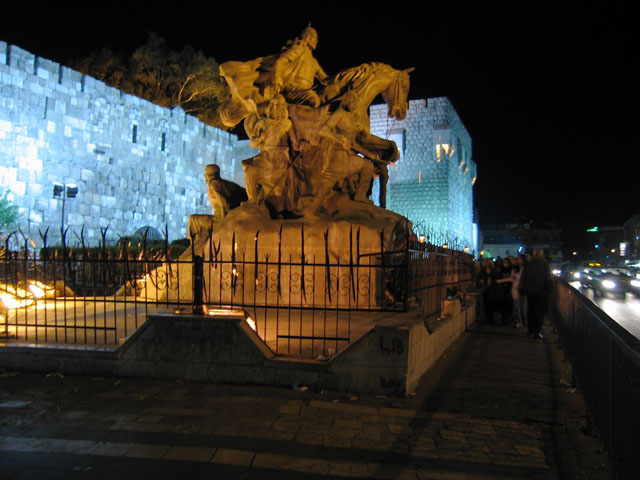
Ciutadella de Damasc

El nom de Damasc primer apareixia en la llista geogràfica de Tuthmosis III com a T-m-ś-q al segle xv aC. La seva etimologia és incerta, però se sospita que és pre-semítica.
En àrab, la ciutat s'anomena دمشق الشام, Dimaxq ax-Xām, encara que això, pels ciutadans de Damasc, de Síria i altres veïns àrabs, s'escurça sovint a Dimaixq o a aix-Xam, la qual cosa pot generar certa confusió perquè Xam o Bilad aix-Xam és també el nom amb què es coneix en àrab la Gran Síria.
Apareix com a Dimašqa en accadi, T-ms-ḳw en egipci, דמשק, Dammaśq, en arameu i דמשק, Dammeeq, en hebreu bíblic. L'ortografia accadiana és la primera atestació, trobada a les Cartes d'Amarna, al segle xiv aC. Posteriors mostres del nom en arameu sovint inclouen una intrusiva Resh (lletra r), potser influïda per l'arrel dr, que significa ‘vivint’. Així, el qumrànic Darmeeq (דרמשק), i Darmsûq (ܕܪܡܣܘܩ), en siríac. El nom en anglès i en llatí de la ciutat és Damascus, que va ser importat del grec: Δαμασκός, que es va originar en l'arameu דרמשק, ‘un lloc ben regat’.

## Història

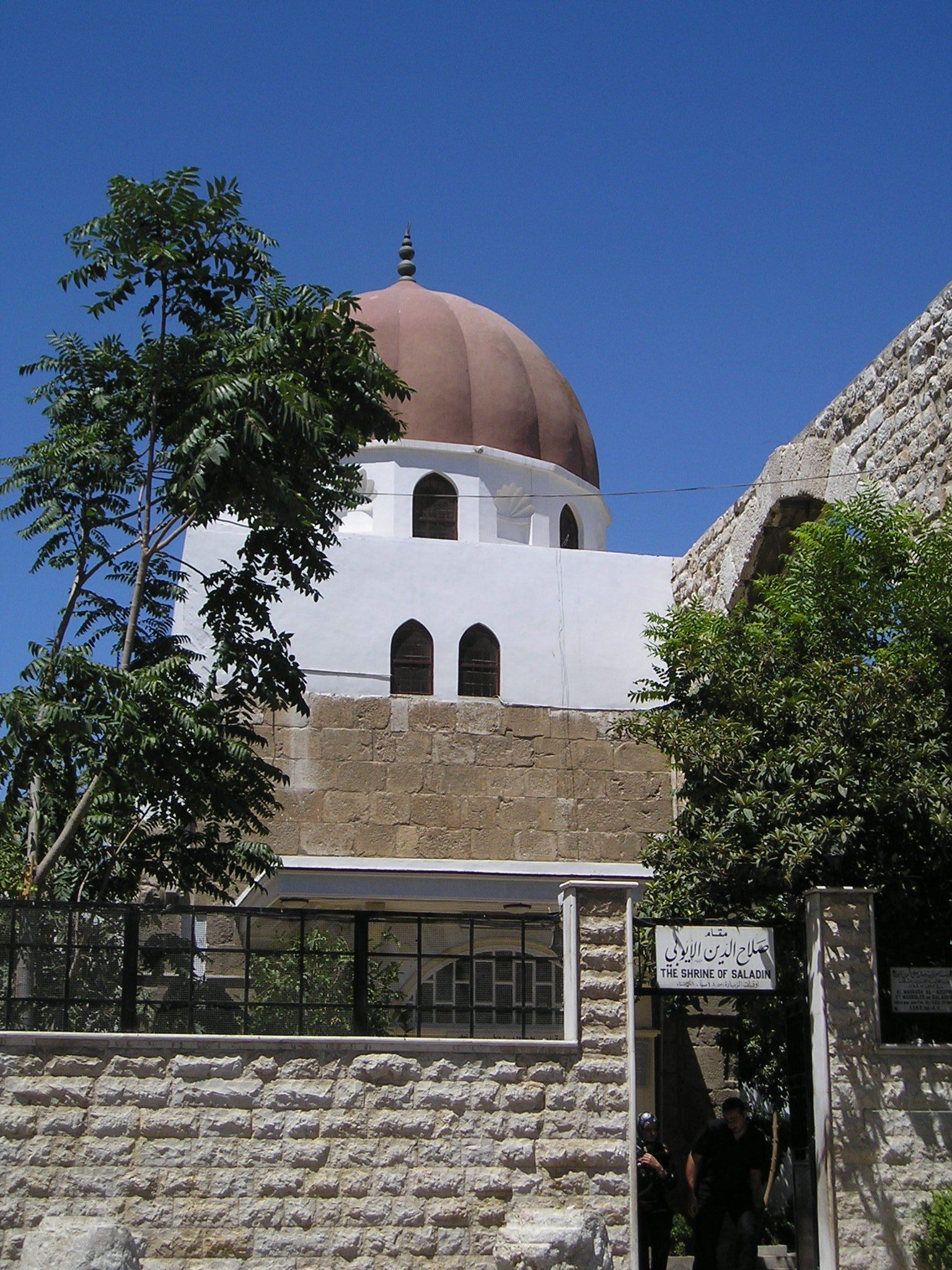
Tomba de Saladí.

Les excavacions a Tell Ramad daten les primeres poblacions al voltant del 6300 aC.

### Arameus i israelites
Al segle xi aC era capital d'Aram i fou sotmesa pel rei David d'Israel al començament del segle ix aC, després de la victòria del rei sobre el bíblic Hadarezer, rei de Zobah, aliat de Damasc. Vers la meitat del segle, durant el regnat de Salomó, el sobirà local es va revoltar i va lluitar contra Israel i contra Assíria com a aliada del rei Rezon, antic vassall d'Hadarezer.
En temps del rei Ahab (abans del 900 aC) els jueus tenien un barri a la ciutat cedit pel rei local Ben Hadad. Jeroboam II la va recuperar vers el 780 aC. L'aliança d'Israel i Damasc contra Ahaz de Juda (vers 735-715 aC) va incitar aquest a demanar ajut al rei assiri Teglatfalassar.

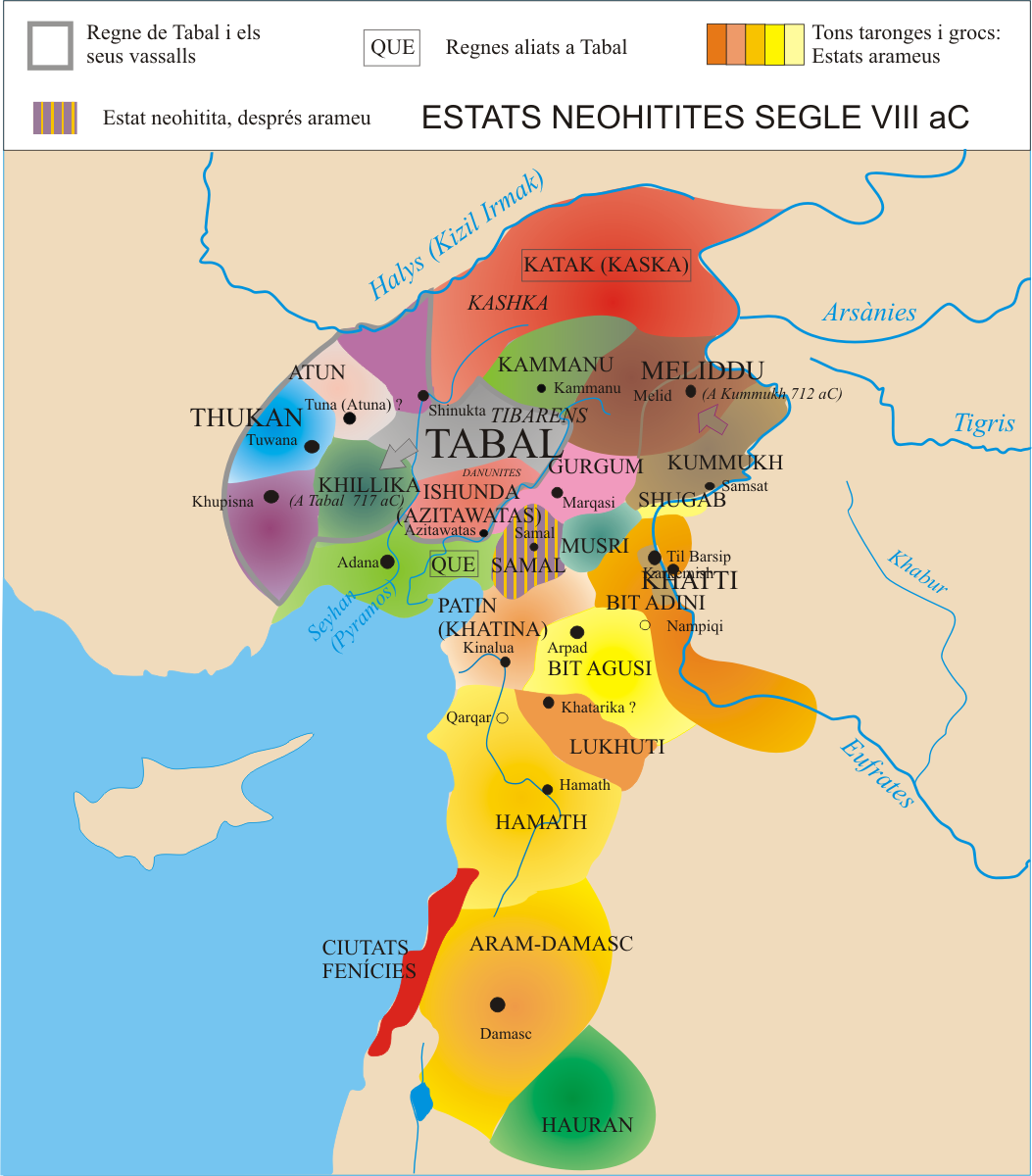
Estats arameus i neohitites, segles IX i VIII aC

### Domini assiri, neobabiloni i persa
El 732 aC el regne de Damasc fou sotmès per Teglatfalassar III i fou abolit. La ciutat fou ocupada, i el palau i el temple saquejats; la població fou portada captiva a Kir. Va romandre en poder d'Assíria fins a l'establiment de l'imperi babiloni al segle vii aC i al segle vi va passar als aquemènides de Pèrsia.

### Període hel·lènic
El 333 aC fou ocupada pels macedonis d'Alexandre el Gran. Al segle iii aC s'hi va instal·lar una colònia grega enviada pels Ptolomeus. El 111 aC el selèucida Antíoc IX Cyzicenos (114 aC-94 aC) la va fer capital del regne. Vers el 90 aC una nova colònia grega fou enviada al lloc per Demetri III Eucàros (o Filopator) (95 aC-87 aC). La vila fou presa pels nabateus del rei Aretes III Filohel·len el 85 aC.

### Domini romà
El 64 aC Síria fou declarada província romana i la capital es va establir a Antioquia, tot i que els romans van dominar la ciutat. L'any 37 els nabateus, sota Aretes IV Filopàtor, van tornar a ocupar la ciutat amb el permís de Roma i va romandre sota poder nabateu fins a l'any 54. Sota Hadrià la ciutat de Damasc fou declarada metròpoli i Septimi Sever i Caracal·la hi van fer importants obres públiques. Els rius Abana i Pharpar eren els rius de la ciutat i servien per regar una part de la comarca.
Des del 395 va quedar dins l'Imperi Romà d'Orient. El temple de Júpiter fou transformat en catedral, dedicada a Sant Joan Baptista. A l'actual patriarcat ortodox es conserva l'església de Santa Maria, d'aquella època.

### Lluites entre sassànides i romans d'Orient
El 612 la ciutat, on la població era de majoria jacobita monofisita, oposada als melkites llavors dominants a Constantinoble, fou ocupada per Khosraw II de Pèrsia. Els perses foren ben acollits i la ciutat fou respectada. El 627 es va morir el rei de Pèrsia i la guarnició va evacuar la ciutat i el 628 l'emperador Heracli i va fer la seva entrada.

### Conquesta àrab
Fou breu perquè ja els àrabs estaven a punt d'entrar a la zona. El juliol del 634 Khàlid ibn al-Walid i els seus homes van travessar Palestina en direcció nord; els gassànides van oferir alguna resistència al nord d'Al-Sanamayn a la regió de Marj ar-Ràhit, i uns dies més tard els àrabs van aparèixer davant les portes de la ciutat que Khàlid va assetjar; els notables de la ciutat, en general oposats als romans d'Orient, van negociar encapçalats pel bisbe i pel controlador general de finances Mansur ibn Sarjun (pare de sant Joan Damascè). El setembre del 635 una porta fou oberta als musulmans i els romans d'Orient van fugir vers el nord. Els ciutadans van poder conservar les terres i esglésies però haurien de pagar un tribut general i un impost personal. A la primavera del 636 un exèrcit dirigit per Teodor, germà de l'emperador Heracli, es va dirigir cap a Damasc des del nord i Khàlid la va evacuar i es va reorganitzar a Al-Jabiya per passar després al darrere del riu Yarmuk, a l'est de Tiberíades. Allí es va lliurar la batalla decisiva (coneguda com a batalla del Yarmuk) en què Teodor i els romans d'Orient foren derrotats el 20 d'agost del 636. Khàlid no va tornar a Damasc i va marxar a Medina i la conquesta musulmana de Síria fou encarregada a Abu-Ubayda ibn al-Jarrah. El desembre del 636 Damasc va capitular per segona vegada.

### Domini dels primers califes
El califa Úmar ibn al-Khattab va nomenar governador a Yazid ibn Abi Sufian. La seva diferència amb els llocs dels nòmades li va donar un aire sagrat. Es va convertir en comptes de peregrinació, especialment a la cova d'Adan, la cova de Gabriel, i la cova de la sang (lloc suposat de la mort d'Abel) i a un lloc proper, Berzé, es va considerar el lloc de naixement d'Abraham. El barri de Kadam fou considerat lloc d'enterrament de Moisès (Musa ibn Imran en àrab). Jesús (àrab Isa ibn Maryam) fou considerat un dels profetes que havien estat a la vila (a Rabwa, al turó Tranquil).

### Dinastia omeia
Yazid ibn Abi-Sufyan va morir de pesta el 639 i el va succeir el seu germà Muàwiya ibn Abi-Sufyan. Damasc era llavors un jund (districte) i la seu del govern era a Al-Djabiya, no lluny de Damasc. Muàwiya fou elegit califa a la mort d'Ali (656), i va deixar Al-Djabiya i es va traslladar a Damasc, que va esdevenir la capital del califat omeia. Quan van començar els conflictes que van posar fi a la dinastia, el califa Marwan II va traslladar la capital a Haran en 744. Els abbàssides des del 750 es van establir a Bagdad.
Durant el califat es van construir el palau califal obra de Muàwiya (arranjant el palau del governador romà d'Orient) conegut com al-Khadrà (la Verda), i la mesquita entre d'altres. El palau va esdevenir presó després del 750. Es van construir també canalitzacions al Djabal Kasiyun, sota Nahr Tawra, i a Nahr Yazid (antiga canalització dels nabateus), en temps de Yazid I. Al-Hajjaj, fill del califa Abd-al-Màlik ibn Marwan, va construir el palau que encara existeix amb el nom de Kars al-Hadjdjadj. La gran mesquita fou construïda per Walid I i inicialment estava al costat de l'església de Sant Joan Baptista (Yahya ibn Zakariya) però després aquesta fou expropiada per eixamplar la mesquita (705). Es van construir dos cementiris: el de Bab Tuma (el primer musulmà) i el de Bab Saghir, que es van afegir al ja existent de Bab al-Faradis.

### Califat Abbàssida
L'abril del 750, Abd-Al·lah ibn Alí, oncle del nou califa Abu-l-Abbàs as-Saffah, va entrar a Damasc i va assolir el seu govern. Els edificis omeies foren saquejats i les fortificacions desmantellades; les tombes omeies foren profanades. Durant el regnat del califa al-Mahdi, un conflicte entre qaisites i iemenites va derivar en revolta, dirigida pel pretendent omeia anomenat as-Sufyaní, que tenia el suport dels qaisites, i que no va triomfar.
Sota Harun ar-Raixid, el moviment contra Bagdad es va enfortir i Harun va haver d'enviar una expedició el 796 dirigida per Jàfar al-Barmakí que va restablir l'ordre.
El 830 la ciutat fou visitada pel califa al-Mamun, però l'agitació va continuar. El califa va fer una segona visita el 833 i va morir aquell mateix any.
El 854 una revolta va enderrocar al governador que fou executat però les tropes del califa van restablir l'ordre. El 858 el califa al-Mutawàkkil es va traslladar a la ciutat per establir-hi la capital però la va abandonar al cap de 38 dies i va tornar a Samarra.

### Emirat tulúnida
Afeblit el califat per les revoltes dels Zandj, Àhmad ibn Tulun, governador d'Egipte des del 868 (de fet independent) va ocupar Damasc el 878, i el 884 el seu fill Khumàrawayh ibn Àhmad ibn Tulun el va succeir i va morir assassinat a Damasc el febrer del 896.

### Càrmates, hamdànides, ikhxídides
Els rebels càrmates amb suport de les tribus kalbites i dirigits pel dai càrmata Yahya ibn Zakrawayh, van atacar per sorpresa a l'exèrcit del califa al-Mútadid (892-902) i van matar el general Subk al-Daylami i van atacar Damasc on van cremar la mesquita d'al-Rusafa, ocupant pel camí diverses viles; el senyor de Damasc, Tughj ibn Juff, un turc de Transoxiana, va quedar assetjat però fou rescatat per un exèrcit enviat des d'Egipte sota la direcció de Badr al-Kabir, un esclau d'Ibn Tulun, i Ibn Zakrawayh va morir en combat. El nou cap càrmata al-Husayn ibn Zakrawayh (germà de l'anterior) va derrotar i expulsat als egipcis i altres sirians (902) i es va fer amo de Síria però el general abbàssida Muhammad ibn Sulayman va arribar a la ciutat, el va derrotar i matar (903) i va netejar la zona de càrmates, i el governador local Tughj ibn Juff, el va reconèixer immediatament.
El seu fill Muhàmmad ibn Tughj al-Ikhxid fou nomenat governador d'Egipte i el 935 es va apoderar de Damasc que li van disputar els hamdànides d'Alep. El 945, després d'una possessió alternativa, li fou reconeguda la ciutat contra un tribut a pagar a l'emir d'Alep. Muhammad va morir a Damasc el 946, i l'anarquia es va apoderar de la ciutat que fou altre cop ocupada pels hamdànides, fins al 947 quan el nou emir d'Egipte Unujur (successor de Muhàmmad al-Ikhxid) va fer un tractat definitiu amb Sayf-ad-Dawla Alí ibn Abil-Hayja Abd-Al·lah ibn Hamdan d'Alep pel qual els junds d'Alep, Homs (Hims) i Kinnasrin li eren reconeguts junt amb el territori dels Awasin (la marca fronterera amb l'Imperi Romà, que l'emir hamdànida havia conquerit el 946).

### Llarg domini dels fatimites
El 968 els càrmates de Bahrayn van ocupar Damasc als ikhxídides. El 969 la dinastia ikhxídida fou substituïda a Egipte i Síria pels fatimites. El 970 amb el suport del buwàyhida Izz al-Dawla Bakhtiyar i de l'hamdànida Abu Taghlib, el càrmata al-Hasan II al-Asam ibn Ahmad va derrotar completament al general fatimita Djafar ibn Falah a les portes de Damasc; el general enemic va morir i Hasan va fer maleir al califa fatimita. Després d'això es va apoderar de Ramla, va entrar a Egipte i va assetjar el Caire però es va haver de retirar per una sortida del general Djawhar al-Sikilli per la part nord (22 de desembre del 970) i la defecció dels seus aliats els Banu Uqayl i els Banu Tayyi. Va retornar llavors a al-Hasa (971) però va conservar Damasc. El 974 el cap càrmata va organitzar un nou atac a Egipte i va assetjar altre cop el Caire però fou traït pel seu aliat al-Hasan ibn al-Djarrah (vegeu Banu l-Jarrah) i fou derrotat per les tropes fatimites dirigides pel fill del califa (el futur al-Aziz Nizar Abu Mansur Billah) i va tornar a al-Hasa. Damasc va passar als fatimites però per poc temps.
El turc Alptekin, un oficial buwàyhida que havia fugit de l'Iraq, es va apoderar de Damasc, i els càrmates de Síria es van posar al seu costat. Un exèrcit dirigit per Djawhar al-Silliki va arribar davant Damasc (juliol del 976) i Alptekin i els seus aliats càrmates van cridar en ajut a Hasan que va venir d'al-Hasa; a causa de la seva arribada Djawhar es va retirar (desembre del 976) i fou perseguit cap a Ramla que va haver d'evacuar, i finalment Ascaló, d'on es va haver de retirar en condicions humiliants. El califa al-Aziz Nizar Abu Mansur Billah (que havia pujat al poder l'any anterior) va decidir iniciar personalment la campanya, i va atacar a Hasan i Alptekin a Ramla i els va causar greus baixes. Alptegin fou capturat i Hasan va poder arribar a Tiberíades on va rebre un emissari del califa amb el qual va signar la pau, per la qual el califa pagaria un tribut anual de 30.000 dinars als càrmates (per endavant) i Hasan va retornar a al-Hasa. El seu germà o cosí Djafar ibn Ahmad el va succeir Al capdavant de l'exèrcit càrmata a Síria i Palestina, però ja sense dominar Damasc que havia quedat en mans dels fatimites. La ciutat va patir certes destruccions. Els soldats berbers del califa del Caire tenien l'hostilitat de la població (en bona part pel comportament inadequat d'aquests soldats), i els aldarulls o incendis provocaren algunes vegades seriosos danys. L'incendi més greu fou el de 1069 que va damnar la ciutat i fins i tot la gran mesquita.

### Atsiz ibn Uvak i els seljúcides
Atsiz ibn Uvak al-Khwarazmi, un cap turcman al servei dels fatimites, es va apoderar de Damasc el 1076, i es va independitzar; va reforçar les fortificacions i va demanar ajut a Màlik-Xah I el seljúcida. Aquest va respondre però va donar la ciutat en feu a son germà Tutush que va entrar a Damasc el 1079, va restablir l'ordre, i va eliminar Atziz (el va fer matar).
El 1083 la ciutat fou assetjada per Múslim ibn Qurayx, però mancat del promès ajut fatimita, fou rebutjar finalment per Tutush I (Tadj al-Dawla Abu Said Tutush I). Aquest va morir en la lluita contra el seu nebot Barkyaruq el 1095, i els seus dominis es van repartir entre els seus fills: Ridwan a Alep i Dukak (Abu Nasr Shams al-Muluk Dukak) a Damasc. Aquest darrer va construir el primer hospital de la ciutat el 1198 i la primera madrassa hanefita (escola religiosa) anomenada Sadiriyya. Dudak va confiar el govern al seu atabeg, el turc Zahir al-Din Tughtakin, que aviat fou el verdader senyor de Damasc però amb posició difícil, ja que era amenaçat pels fatimites, pels seljúcides de Bagdad i des el 1097 pels croats. Dukak va morir el juny del 1104 i l'atabeg Tughtakin va proclamar al jove fill del difunt, Tutush II, i va governar en el seu nom. Tutush II va morir poc després i després d'una breu proclamació de Muhi al-Din Baktash, Tughtakin va assolir personalment el poder i va iniciar la dinastia Burida (1105-1154) amb el títol de Saif al-Islam Zahir al-Din Tughtakin.

### Dinastia búrida de Damasc
Damasc va experimentar un creixement econòmic i social en els següents anys. Els Batiniyya van causar alguna agitació i el 1113 van matar a la ciutat l'emir Mawdud. Van tenir el suport del visir Abu Ali Tahir al-Mazdakani. El 1120 els shafites van construir la seva primera madrassa anomenada Aminiyya, i el 1142 es va construir la primera madrassa dels hanbalites, la Sharafiyya.
Tughtakin va morir el febrer de 1128 i el va succeir el seu fill Tadj al-Muluk Buri que l'any següent va fer matar el visir al-Mazdakani que fou el senyal per una terrible massacra en què el poble va matar milers de Batiniyya. Aquests es van revenjar aviat: el 1131 Tadj al-Muluk fou ferit en un atemptat i va morir de les ferides el maig de 1132. Els dos emirs següents (Shams al-Muluk Ismail i Shihab al-Din Mahmud) també van morir assassinats, el primer el 1135 per sa mare i el segon el 1139 pels seus adversaris polítics. Djamal al-Din Muhammad només va governar uns mesos i fou enderrocat pels caps militars el 1140 que van proclamar al jove Abu Said Abak Mudjir al-Din, qui va deixar la direcció dels afers al seu atabeg Muin al-Din Umar (1140-1150) a la mort del qual Abu Said Abak va agafar les regnes del poder, però va haver d'acceptar la sobirania del zengita Nur al-Din Mahmud ibn Zengi que el 1154 va ocupar la ciutat i va deposar el darrer emir búrida.
Hi havia llavors set madrasses a la ciutat. Durant tot el seu govern els burides van patir la pressió dels croats que amenaçaven les regions productores de blat (la Bekaa i l'Hauran) amb els que van haver de fer pactes que sovint van haver d'explicar al sultà seljúcida de Bagdad; també tenien la pressió dels fatimites, i des el 1130 la dels zengites que es van apoderar d'Alep. El 1148 els croats van atacar Damasc i encara que foren rebutjats, des de llavors ja van ser impossibles nous tractats entre els burides i els croats.
Durant aquest període la ciutat es va dividir en sectors, amb la seva mesquita, els seus banys, el repartiment d'aigua (tali'), forns, mercats (suwayka), cadascun dirigit per un cap (shaykh) amb les seves milícies (ahdath). Els musulmans tenien el sector oest amb la gran mesquita i la ciutadella; els cristians el nord-est; els jueus el sud-est.
Es van crear nous barris: Al-Ukayba (al nord), Shagur (al sud), Kasr al-Hadjdjadj (sud-est).

### Nur al-Din
Amb Nur al-Din Mahmud ibn Zengi, que també governava a Alep, es va restablir la unitat política de Síria i Damasc va esdevenir la capital d'un estat poderós. Les famílies del Banu Asakir (shafites) i dels Banu Kudama (hanbalites) van fundar un nou barri al peu del Kasiyun el 1161 anomenat Al-Salihiyya, es van reforçar les fortificacions, i es van fer moltes obres, especialment a les mesquites, de les que se'n van construir també de noves. Es va fundar també la primera madrassa malikita anomenada Al-Salahiya (acabada després per Saladí) i es va construir la gran madrassa d'Adiliyya, sota l'impuls de Nur al-Din, madrassa que modernament fou la seu de l'acadèmia àrab, iniciada el 1171 (acabada el 1222).

### Període aiúbida
Nur al-Din Mahmud ibn Zengi va morir el 1174 i el va succeir el seu fill Al-Malik al-Salih Ismail, que va tenir com atabeg a l'emir Shams al-Dawla ibn al-Mukaddam. A Damasc, que havia estat governada per Ayyub, pare de Saladí, un potent partit favorable als aiúbides va aconseguir que Ismail fos portat a Alep i Ibn al-Mukaddam va restar amo de Damasc. El nou senyor de Damasc va fer un pacte amb els francs, el que li va provocar l'hostilitat d'una part de la població, que, agitada per partidaris de Saladí que van presentar aquest com a campió dels musulmans, i que va fer entrada a Damasc el 1176.
Durant els següents anys la guerra amb els croats va seguir i el 1187 la batalla de Hattin va retornar Jerusalem als musulmans. Poc després d'un acord de pau amb els croats, Saladí va morir el 4 de març de 1193 a Damasc i fou enterrat a la ciutadella i més tard a la madrassa d'Al-Aziziyya, al nord de la gran mesquita. La ciutat havia estat donada al fill de Saladí, Al-Afdal Ali Abul Hasan, el 1186, mentre l'altre fill Al-Dahir governava a Alep. Al-Afdal fou expulsat de Damasc pel seu oncle (germà de Saladí) Al-Adil el 1196, que es va reconèixer vassall d'Al-Aziz, fill i successor de Saladí a Egipte. El 1199 Al-Aziz va morir i Al-Adil fou reconegut el 1200, després de llargues discussions, com a cap de la família aiúbida i sobirà d'Egipte. El terratrèmol de Síria de 1202 va causar 30.000 morts directes, nombrosos danys a Nablus, Damasc i Hama i fins a 1,1 milions incloent els morts per fam i les epidèmies per les riuades del Nil.
Al-Adil va establir la seva capital a El Caire, i va morir el 1218 prop de Damasc, essent enterrat a la madrassa d'Adiliyya. La regió de Síria havia estat governada pel lloctinent de Saladí, Al-Malik al-Muazzam Isa des el 1200, li fou donada a aquest en feu el 1207, i després del 1218 va tractar de fer-se independent. El 1226 va fer llegir la khutba en nom del xa de Coràsmia Mangubirti. Al-Muazzam va morir el 1227 i el va succeir el seu fill Al-Malik al-Nasir Dawud, sota tutela del seu atabeg Izz al-Din Aybak, però al cap d'uns mesos fou enderrocat pel seu oncle Al-Ashraf del Diyar Mudar que es va instal·lar a Damasc el 1128 i va governar fins a la seva mort el 1237 en què el va succeir son germà Al-Malik al-Salih Ismail. El 1238 va morir al Caire Al-Kamil (successor d'Al-Adil)i després de dos anys de lluites el tron va passar a Al-Salih Ayyub el 1240. Al-Malik al-Salih Ismail, per conservar Damasc, es va aliar amb els francs contra Al-Salih Ayyub. Aquest darrer, amb l'ajut del xa de Coràsmia, va obtenir la victòria el 1245 i va entrar a Damasc. Al-Salih Ayyub va morir el 1248 i el seu fill Turan Shah fou assassinat uns mesos després i l'emir d'Alep, Al-Malik al-Nasir Yusuf es va apoderar de la ciutat i la va conservar fins al març de 1260 quan fou ocupada pels mongols. El sobirà Al-Nasir i els seus fills foren fets presoners per Hulagu. Els mongols foren derrotats pels emirs mamelucs Kutuz i Bàybars I a Ayn Djalut i després d'això els mongols evacuaren Damasc (1261) que va quedar en mans de la família kurda dels Kaymari, que la van entregar als mamelucs egipcis.
Durant els anys aiúbides es van fer moltes construccions; el nombre de madrasses es va multiplicar per quatre (es va passar de 20 al 1170 a unes 80 vers el 1260).

### Període mameluc barita i borgita
Durant el seu regnat Bàybars I (1260-1277) va residir sovint a Damasc i va residir a la ciutadella que es va reformar. A l'oest de la ciutat va construir el famós palau de Kasr al-Ablak del que després el sultà Qalàwun en va fer un similar al Caire. Baybars va morir a Damasc el 1277 i per ordre del seu fill Al-Malik al-Said fou enterrat a la madrassa d'Al-Zahiriyya (actualment la Biblioteca nacional de Síria). Durant el seu regnat només quatre governadors van regir la ciutat, però després els canvis de governador foren freqüents. Generalment el càrrec de governador anava a les mans de mamelucs destacats de la niyaba d'Halab, i el seu poder era contrarestat pel del governador de la ciutadella (naib) que residia a Dar al-Saada, al sud de la ciutadella.
En morir el sultà Al-Malik al-Said fou proclamat al Caire el seu fill Al-Màlik al-Mansur Qalàwun i el governador de Damasc Sunkur al-Ashkar es va revoltar i amb l'ajut dels seus emirs i una fàtua (orde religiós) emesa per l'historiador Hadil Kudat, es va apoderar de la ciutadella, on el naib Ladjin era fidel del sultà. Sunkur va agafar el títol de sultà l'octubre o novembre de 1278 i va fer llegir la khutba en el seu propi nom en comptes de fer-ho en nom del sultà d'Egipte. El juny de 1280 les forces de Qalàwun van entrar a la ciutat i van acabar amb el govern de Sunkur que, abandonat per alguns caps militars, va fugir a Al-Rahba, a l'Eufrates. Ladjin fou alliberat i nomenat governador. El governador Izz al-Din Aybak fou destituït quan va arribar al govern d'Egipte al-Àdil Kitbughà, que el va substituir per Shudja al-Din Adjirlu.
Kitbugha va construir un mausoleu doble, el primer d'aquest tipus a Damasc, i quan fou destituït com a sultà, fou empresonat a la ciutadella de Damasc, i el nou sultà, l'antic governador Ladjin, va nomenar governador de Damasc (1297) a Sayf al-Din Kipčak. Aquest es va posar al servei del príncep mongol Ghazan i el va acompanyar durant la seva incursió a Síria. Els mongols van ocupar Damasc el 1300, però no van poder ocupar la ciutadella on els mamelucs s'havien fet forts. Les lluites van provocar seriosos danys a la ciutat. Els mongols van evacuar aviat la ciutat i Kipčak va anar a Egipte i es va posar al servei del nou sultà Al-Malik al-Nasir Muhammad (fill de Qalàwun). El 1303 un nou atac mongol a la ciutat fou rebutjat. Durant el tercer regnat d'Al-Malik al-Nasir Muhammad fou governador de Damasc (a partir del 1312) Tankiz, que va fer reconèixer la seva autoritat als emirs (caps) i va governar amb encert, però fou gairebé un virrei sobirà de Síria. Durant la seva època va actuar a la ciutat el reformador musulmà Ibn Taymiyya, i va viure l'historiador Al-Safadi; Tankiz va edificar el 1317 la mesquita en la qual va construir el seu mausoleu, va reformar la gran mesquita i va construir un Dir al-Hadith. Va caure en desgràcia per una suposada conspiració contra al-Malik an-Nàssir Muhàmmad ibn Qalàwunva i fou arrestat el juny de 1340 i empresonat a Alexandria on va morir executat (1340), poc abans de pujar al tron el nou sultà Al-Malik Abu Bakr (1341).
De 1340 a 1383 dotze sultans mamelucs barites van regnar al Caire, i hi va haver un nombre igual de governadors (naib) a la ciutadella de Damasc, algun exercint més d'una vegada. Durant aquest període van actuar les milícies su'ar que van terroritzar a la població. El 1346 el governador Yilbugha va fer construir una nova mesquita similar a la gran mesquita, sobre una petita mesquita ja existent (aquesta nova mesquita és avui dia a la plaça Mardja). El 1382 va pujar al poder la nova línia de sultans mamelucs circassians anomenats burgites.
El 1389 el governador d'Alep, Yilbugha al-Nasiri, que estava revoltat, es va apoderar breument de Damasc. Va rebutjar un exèrcit enviat pel sultà Barquq i va avançar cap Egipte però fou derrotat. No se sap com però l'estiu del 1390 era governador de Damasc. Barkuk va morir el 1399 sense poder reforçar les defenses de Damasc contra un possible atac de Tamerlà. El governador de la ciutat, Sayf al-Din Tanibak (nomenat el 1393) es va revoltar contra el nou sultà Fàraj, i va avançar cap Egipte, però fou derrotat prop de Gaza i executat a Damasc on fou nomenat governador l'emir mameluc Sudun (nebot de Barkuk).
Tamerlà va avançar contra Damasc, i prop de la vila va rebre la visita famosa de Ibn Khaldun. Sudun va rebre ajut de Faradj, però una part de l'exèrcit el va abandonar i es va haver de retirar, i Damasc es va rendir a Tamerlà i fou saquejada i incendiada, fins i tot la gran mesquita i el Dar al Saasa. El 1401 Tamerlà va abandonar la ciutat emportant-se cap a Samarcanda molts objectes i els artesans i obrers especialitzats. Els egipcis van recuperar la ciutat, que estava devastada, i en fou nomenat governador Taghribiridi al-Zahiri. Dos regnats llargs, el del sultà Barsbay (1422-1438) i el de Qàït-bay (1468-1495) van permetre a la ciutat de recuperar-se. Sota Barsbay es va construir el primer minaret de la ciutat, el de Djami Hisham (1427). Entremig d'ambdós es va construir la mesquita Al-Sabuniyya, acabada el 1464. El segon va visitar Damasc del 23 de novembre al 16 de desembre de 1477, en un moment en què era governador Kidjmas, conegut per la seva rapacitat.
En aquesta darrera època van créixer extraordinàriament els impostos i les taxes, primer pels governadors, i després pel mateix sultà; la manca de diners era gran i alguns governadors foren destituïts pel sultà per confiscar les seves fortunes. Als darrers sultans mamelucs la corrupció va arribar als kadis (jutges) que a canvi de diners justificaven mesures contràries a la llei. A començaments del segle xvi es va construir la madrassa funerària de Sibay o Djami al-Kharratin. El 1502 va visitar la ciutat Ludovico de Varthema. Vers el nord-oest va sorgir un nou barri anomenat Taht Kala. El comerç encara era actiu i s'havien creat nous mercats, però en general es percebia un aire decadent, accentuat pel règim d'exaccions tant dels governadors com dels sultans, règim que es va acabar després de Qànsawh al-Ghawrí, el darrer sultà mameluc (1500-1516) mort en combat (meitat d'octubre de 1516) contra els otomans que havien envaït Síria poc abans. Les tropes del sultà otomà Selim I van entrar a Damasc tot seguit.

### Període otomà
L'entrada otomana es va produir el 24 d'agost de 1516 després de derrotar els mamelucs a Mardj Dabik, prop d'Alep. La majoria dels naibs de Síria es van passar als otomans, i a Damasc no hi va haver resistència. Selim I feu entrada a la ciutat el 28 de setembre del 1516. Tres mesos després les forces mameluques a Gaza foren derrotades i el comandant del contingent siri, Djanbirdi al-Ghazali es va unir als otomans i fou ratificat com a governador de Damasc, lloc pel qual havia estat nomenat per Kansuh al-Ghawri, el darrer sultà borgita. En morir Selim I el 1521 el governador Djanbirdi, amb el suport dels emirs locals, va desconèixer al seu successor Sulaiman i es va proclamar independent a la gran mesquita, apoderant-se de la ciutadella. Seguidament es va apoderar de Trípoli, Homs, i Hamat i va marxar contra Alep que va assetjar sense resultats positius, retornant a Damasc. Sulaiman va enviar un exèrcit que va derrotar Djanbirdi a Kabun, al nord de Damasc el 27 de gener de 1521, batalla en la qual el governador rebel va morir. Els turcs van entrar a Damasc que fou saquejada, i un terç de la ciutat va quedar destruïda. Damasc va esdevenir la capital d'un pashalik. El pasha local tenia al seu costat un kadi hanefita i un director de finances, però no tenia autoritat sobre la guarnició. Entre 1517 i 1697 hi va haver 123 governadors de Damasc.
El 1526 els otomans van fer els primers censos de terres i població. El 1535 Turquia va signar amb França un tractat que obria els ports turcs al comerç francès. Aviat es va fer evident que tornava la corrupció dels governadors, que carregaven d'impostos al poble. El 1572, en el govern de Darwish Pasha, es va construir el Khan al-harir per acollir als comerciants estrangers. El 1574 el governador Darwish Pasha va construir una gran mesquita. El 1586 el governador Sinan Pasha va començar la construcció del barri d'Al-Sinaniyya, acabat el 1591. Al segle xvii van desaparèixer les muralles engolides per la ciutat, que a causa de la pau regnant no eren necessàries. La ciutat va esdevenir en el segle xvii el principal centre per les caravanes que feien la peregrinació a La Meca. El 1732 es va construir el Khan Sulayman Pasha, i abans se n'havien construït altres menors. El 1754 el governador Asad Pasha al-Azm va construir un palau que és avui dia el Museu nacional d'etnografia i art popular. El kan més gran, Khan Asad Pasha, es va construir el 1752.
Vers 1830 es van produir aldarulls i revoltes contra els otomans. Els rebels van derrotar les forces otomanes prop de Homs el 1832. Damasc fou otomana fins al 1832 quan el domini (sota sobirania otomana) va passar a Egipte, entrant a la ciutat Ibrahim Paixà d'Egipte, fill de Muhammad Ali. Aquest fou reconegut virrei de Síria pel sultà el 1833 i Ibrahim va governar en nom del seu pare. Es va construir una nova residencia pel governador, el Serrall, que va portar el sorgiment del barri d'Al-Kanawat al llarg de l'aqüeducte romà. Els edificis de Dar a-Saada i Istabl, que des el 1526 eren un jardí zoològic, van ser convertits en Serrall militar (que va existir fins al 1917), i al costat el barri de Suk al-Arwam va passar a tenir les millors botigues. Ibrahim va establir la conscripció obligatòria pels soldats i les potències (sobretot Gran Bretanya) van provocar el malestar contra aquesta mesura per provocar una revolta que va obligar els egipcis a sortir de Damasc que va tornar a domini directe del sultà (1840).
El 1860 els drusos i maronites, enfrontats des de feia temps sobretot al Líban, van xocar violentament. Partida fanàtiques de druses van assaltar els barris maronites de Damasc i van fer una matança el 12 de juliol de 1860. L'emir algerià Abd al-Kader, exiliat a Damasc, va salvar aquest dia moltes vides. L'agost de 1860 França, governada per Napoleó III, va enviar una flota.
El 1878 fou nomenat governador el que fou gran visir de tendència reformista Midhat Pasha. Es diu que va afavorir el nacionalisme àrab. El 1897 va aparèixer a Damasc el primer diari en llengua àrab i la ciutat va esdevenir un focus d'agitació nacionalista àrab. El 1894 s'havia obert la primera línia de ferrocarril de Beirut a Damasc i fins l'Hauran o Hawran, que després es va prolongar al nord cap a Homs i Alep. El 1898 la ciutat fou visitada per l'emperador Guillem II d'Alemanya i de resultes d'aquest viatge es va encarregar a una companyia alemanya la construcció d'una via fèrria fins a La Meca per facilitar el pelegrinatge (inaugurada el 1908). El mateix any el sultà Abd al Hamid II, després del restabliment de la constitució otomana suspesa durant 31 anys, fou enderrocat, cosa que va provocar mostres d'alegria a la ciutat. El diari nacionalista Al-Muktabas, fundat el 1905 al Caire per Kurd Ali, es va començar a publicar però fou suspès al cap de pocs mesos (1909) i els nacionalistes es van agrupar en societats secretes.
El 1914, ja esclatada la Primera Guerra Mundial, fou nomenat governador de Síria, Líban i Palestina Djamal Pasha, comandant del quart exèrcit otomà, amb seu a Damasc. El governador no fou bon militar però si governador i administrador enèrgic, però no va aconseguir el suport de la població. El 1915 l'emir Faisal, fill del sharif de la Meca, Husain, que era a Damasc, fou convençut per la família Al-Bakri d'unir-se a la revolta àrab (abril de 1915) i es va recolzar en les societats secretes Al-Adh i Al-Fatat. El protocol de Damasc entre Faisal i Gran Bretanya establia el futur reconeixement de la independència àrab. Faisal fou a Damasc del gener al maig de 1916; el 6 de maig foren detinguts per ordre de Djamal Pasha 21 membres dels moviments nacionalistes, el que es commemora cada any el 10 de juny com dia dels màrtirs. El 10 de juny va esclatar la revolta a Hedjaz i Husain es va proclamar rei dels àrabs.
Damasc fou evacuat pels otomans el 30 de setembre de 1918 i l'1 d'octubre de 1918 entraren les forces aliades incloent-hi partidaris de Faisal.

### Regne de Síria

Vista de Damasc en una imatge de 1924. Foto de Josep Salvany i Blanch.

El maig de 1919 es van celebrar eleccions per un congrés nacional sirià, que el juny va rebutjar els acords de les potencies (Conferència de París) sobre els mandats. El 19 de desembre de 1919 es va constituir un govern nacional sirià a Damasc, i el 7 de març de 1920 el congrés nacional va proclamar la independència i va elegir a Faisal com a rei. L'abril de 1920 el tractat de San Remo va confiar el mandat de Síria a França, el que va caure molt malament a Damasc i a tot Síria. El 10 de juliol el congrés nacional va proclamar l'estat de setge i va establir el reclutament obligatori. El 14 de juliol del 1920, el general Gouraud, alt comissari francès va dirigir un ultimàtum a Faisal, que va haver d'acceptar. L'agitació popular va augmentar. El 20 de juliol de 1920 l'exèrcit àrab dispersà una manifestació popular mentre tropes franceses foren enviades al país per aplicar els acords. El 24 de juliol els francesos van derrotar els àrabs en la batalla de Maysalun i el 25 de juliol els francesos van entrar a Damasc; Faisal va sortir del país i el comissari francès va ocupar el poder i va iniciar el mandat.

### Mandat francès
Després de l'arribada dels francesos es van produir vagues, i alguns atemptats amb bomba. La revolta més important va esclatar el 1925 al Djebel Drus, dirigida per l'emir Sultan al-Atrash, que es va estendre a Damasc l'agost del mateix any, però foren rebutjats pels francesos. Els drusos van tornar el 15 d'octubre i el 18 d'octubre de 1925 el general Sarrail va bombardejar Damasc virtualment en mans dels rebels. La revolta va seguir fins que un bombardeig a la Ghuta i a Damasc l'abril de 1926 la va gairebé liquidar. A la tardor la calma va quedar restablerta.
El 1929 es va establir un pla urbanístic per la ciutat per part de l'urbanista Danger, la direcció del qual fou confiada a l'arquitecte Michel Ecochard. Van sorgir uns quants barris nous i es van fer voreres i zones arbrades. L'aigua va quedar assegurada per un conducte des Ayn Fidja a la vall del Barada el 1932.

### Segona guerra mundial
El 1941 els britànics i les forces franceses lliures van entrar a Damasc sense oposició. El 16 de setembre de 1941 el general Catroux va proclamar la independència de Síria, però això fou un acte nominal i sense conseqüències politiques directes fins que el 1943 es va elegir un president de la República (Sukhri al-Kuwwatli). El 12 d'abril de 1945 Síria fou admesa a l'ONU, el que va posar fi jurídicament al mandat. Però els franceses conservaven el poder real sota una suposada comunitat francesa, fins que el 29 de maig de 1945 l'agitació nacionalista fou contestada amb un bombardeig de la ciutat pels francesos, i van intervenir els britànics per restablir l'ordre. Uns mesos després les tropes franceses van haver de sortir de Síria.

## Darrers anys
Del 1945 al 1954 una sèrie de cops d'estat militars es van produir i van tenir com a teatre principal Damasc. El 1955 Sukhri al-Kuwwatli va tornar a la presidència i va iniciar converses amb Egipte que van portar el 1958 a la formació de la República Àrab Unida (RAU), de la que Damasc fou la capital de la província del nord. La unió es va dissoldre després del cop d'estat del 28 de setembre de 1961 i va tornar a ser la capitla de la República Àrab de Síria.
La ciutat fou regida durant aquests anys per un consell municipal. Tenia més de 400.000 habitants el 1955. La universitat de Síria amb seu a Damasc s'havia fundat el 15 de juny de 1923, el 1960 tenia uns deu mil estudiants. El museu nacional, fundat el 1921 i traslladat d'emplaçament el 1938, es va anar dotant de nous elements de Palmira, Dura Europos, Mari i altres. L'aeroport de Mizza, prop de Damasc fou declarat internacional de classe B. Va viure de prop les guerres amb Israel de 1967 i 1973, i resta la seu del govern sirià dominat per la família Asad, del grup religiós dels |alauites.
En el context Primavera Àrab, el govern de Baixar al-Assad s'enfronta des de 2011 a la Revolta a Síria de 2011, que afecta també la seva capital.

### Llista de governants de Damasc
Governadors del califa
- Khàlid ibn al-Walid 635-636
- Teodor 636 (governador romà d'Orient)
- Abu-Ubayda al-Jarrah 636-637
- Amr ibn al-As (d'Egipte 640-646) 637-638
- Yazid ibn Abi-Sufyan 638-639
- Muàwiya (califa 661-680) 640-661
- Capital del Califat omeia 656-744
- Desconegut 744-750

Governadors abbàssides
- Abd-Al·lah ibn Alí 750-753
- As-Sàlih ibn Alí 753
- Abd-al-Wahhab ibn Ibrahim al-Abbassí 754-763
- As-Sufyaní vers 763-782
- Abu-Jàfar Harun ar-Raixid (califa 786-809) 782-786
- Desconegut 786-796
- Ibrahim as-Sàlih 791-793
- Mussa ibn Yahya al-Barmakí 793-794
- Abd-al-Màlik ibn as-Sàlih 794-796
- Jàfar ibn Yahya al-Barmakí 796-803
- Shuyat ibn Hadim 803-804
- Desconegut 804-808
- Yahya ibn Muad 808-810
- Abd al-Malik ibn al-Salih (segona vegada) 810-811
- Sulayman ibn al-Mansur 811-815
- Tahir ibn al-Husein 815-821
- Abdallah ibn Tahir 821-822
- Desconegut 822-828
- Abu Ishaq Muhammad al-Mutasim (Califa 833-42).828-829
- Al-Abbas ibn al-Mamun (Califa 833-838) 829-833
- Ali ibn Ishaq 833-841
- Ridja ibn Ayyub al-Hadari 841-847
- Malik ibn Sauq al-Taglibi 847-850
- Ibrahim al-Muyad ibn Mutawakkil 850-854
- Al-Fath ibn Hakan al-Turki 855-861
- Isa ibn Muhammad ibn al-Shayh 861-864
- Desconegut 864-871
- Amadjur 871-872
- Abu Ahmad Talha al-Muwaffak ibn Mutawakkil 872-878

Governadors abbàsides autònoms
- Àhmad ibn Tulun d'Egipte 878-884
- Khumàrawayh ibn Àhmad ibn Tulun d'Egipte (fill) 884- 896
- Tughdj ibn Djuff 896 -902
- Muhammad ibn Sulayman 902-903
- Abu Bakr Muhammad ibn Tughdj al-Ikhshidí (d'Egipte 935- 946) 903-933
- Abu al-Abbas Ahmad ibn Kaigaliq 933-935
- Abu Bakr Muhammad ibn Tughdj al-Ikhshidí (d'Egipte 935- 946) 935-943
- Muhammad ibn Yazdad al-Shahrzurí 943-945

Emirs
- Sayf al-Dawla Ali ibn Abul Haydja Abd Allah ibn Hamdan (d'Alep 944-67) 945
- Abu Bakr Muhammad ibn Tughdj al-Ikhshidí (d'Egipte 935- 946) 945-946
- Muhammad ibn Raik 946
- Sayf al-Dawla Ali ibn Abul Haydja Abd Allah ibn Hamdan (segona vegada) 946-947
- a Egipte 947-969
- Abu Ali Djafar ibn Fallah al-Katamí 969-970

Governadors fatimites autònoms
- Desconegut 970-973
- Zalim ibn Mauhub al-Ukaylí 973-974
- Djaysh ibn Muhammad 974
- Rayn al-Muizzí 974
- Alp Tegin al-Muizzí 974-977
- Kassam al-Turab 977-983
- Bal Tegin al-Turkí 983
- Bakdjur 983-991
- Munir al-Hadim 991
- Magu Tegin 992-996
- Sulayman ibn Fallah 996
- Bishara al-Ikhshidí 997-998
- Djaysh ibn Muhammad (segona vegada) 998-1000
- Sulayman ibn Fallah (segona vegada) 1000-1002
- Abul-Hasan Ali ibn Said al-Dawla Said Abul Fadail també nominal emir d'Alep 1002-1004) 1002-1004
- Abu Salih Muflih al-Lihyaní 1004-1009
- Hamid ibn Mulham 1009
- Wadjik al-Dawla Abu al-Muta Zul-Karnayn Hamdan 1010-1011
- Badr al-Attar 1011-1012
- Abu Abdallah al-Muzahhir 1012-1014
- a Egipte directament 1015-1021
- Abd al-Rahman ibn Ilyas 1015-1021
- Wadjik ad-Dawla Abu al-Muta Zul-Karnayn Hamdan (segona vegada) 1021-1023
- Shihab ad-Dawla Shah Tegin 1023-1024
- Wadjik ad-Dawla Abu al-Muta Zul-Karnayn Hamdan (segona vegada) 1024-1028
- a Egipte directament 1028-1041
- Anushtegin al-Dizbarí 1028-1041
- Nasir ad-Dawla Abu Ali al-Husein al-Hamdaní 1041-1048
- Baha al-Dawla Takiq al-Saklabí 1048-1049
- Uddat al-Dawla Rifq al-Mustansirí 1049
- Muin al-Dawla Haydar ibn Adud al-Dawla 1049-1058
- Makin al-Dawla Abu Ali al-Hasan ibn Ali 1058
- Nasir al-Dawla Abu Ali al-Husein al-Hamdaní (segona vegada) 1058-1060
- Sebuq Tegin 1060
- Muwaffaq al-Dawla Djauhar al-Mustansirí 1060-1061
- Husam al-Dawla ibn al-Bashinakí 1061
- Uddat al-Dawla ibn al-Husein 1061
- Muin al-Dawla Haydar ibn Adud al-Dawla (segona vegada) 1061-1063
- Badr al-Djamalí 1063
- Hisn al-Dawla Haydar ibn Mansur 1063-1067
- Kutb al-Din Baris Tegin 1068-1069
- Hisn al-Dawla Mualla al-Kitamí 1069-1071
- Desconegut 1971-1075
- Zain al-Dawla Intisar ibn Yahya al-Masmudí 1075-1076
- Atziz ibn Uvak al-Khwarizmi 1076-1079, independitzat.

Emirs seljúcides
- Tadj ad-Dawla Abu Said Tutush I(emir d'Alep 1085-1086, i 1094-1095) 1079-1095
- Abu Nasr Shams al-Muluk Dukak I 1095-1104
- Tutush II 1104
- Muhi ad-Din Baktash 1104

Dinastia búrida
- Saif al-Islam Zahir al-Din Tughtakin 1104-1129
- Tadj al-Muluk Buri 1129-1132
- Shams al-Muluk Ismail 1132-1135
- Shihab al-Din Mahmud 1135-1139
- Djamal al-Din Muhammad 1139-1140
- Mudjir al-Din Abak 1140-1154
- Muin al-Din Umar, atabeg 1140-1150
- A Nur al-Din Mahmud 1154-1174 (a Alep i Damasc)

Dinastia aiúbida
- Malik al-Salih Ismail 1174-1175
- Shams al-Dawla ibn al-Mukaddam 1175-1176
- Saladí 1176-1186
- Al-Afdal Ali Abul Hasan 1186-1196
- Al-Malik Al-Adil I 1196-1200 (sobirà fins al 1207)
- Al-Malik al-Muazzam Isa Sharaf al-Din (governador 1200-1207 i 1226-1227) 1207-1226
- Mangubirti xa de Coràsmia 1226-1227
- Al-Malik al-Nasir Dawud Sala al-Din 1227-1228
- Al-Ashraf I Musa Abul Fath Muzaffar al-Din 1228-1237
- Al-Salih I Ismail Imad ad-Din 1237-1243
- Al-Salih II Ayyub Najm ad-Din 1245-1248 (d'Egipte 1240-1248)
- Al-Muazzam Turan Shah Ghiyath ad-Din 1248-1250 (d'Egipte 1248-1250)
- Al-Malik al-Nasir Yusuf Salah al-Din (a Alep 1236-1260) 1250-1260

## La ciutat antiga
La ciutat antiga de Damasc va ser declarada Patrimoni de la Humanitat per la UNESCO l'any 1979. Ocupa una superfície de 135 hectàrees, i estava rodejada per una muralla romana, de la que en perduren els costats nord i est, i part del costat sud. Se'n conserven vuit portes, de les que la més antiga, Bab Xarqi, es remunta al període romà. En el sentit de les agulles del rellotge, començant pel nord, les portes són:
- Bab al-Faraj (Porta de l'alliberació),
- Bab al-Faradis (Porta del paradís),
- Bab al-Salam (Porta de la pau), com les dues anteriors, al costat nord de la muralla;
- Bab Tuma (Porta de sant Tomàs), a la cantonada nord-est,
- Bab Xarqi (Porta de l'est),
- Bab Kisan, al sud-est, per on, segons la tradició, Pau de Tars va fugir de Damasc, baixat de les muralles dins un cistell; en aquesta porta, avui tancada, existeix una capella que en recorda el succés;
- Bab as-Saghir (Porta petita), al costat sud,
- Bab al-Jabiya, al sud-oest, a l'entrada del soc Mithat Paixà.

Tot i que la ciutat encara conserva vestigis romans i romans d'Orient, la major part dels 125 edificis i monuments inclosos dins la declaració de la UNESCO corresponen a l'art islàmic.
En primer lloc, destaca la mesquita dels Omeies, construïda al segle viii (cap a l'any 705), un dels llocs sants de l'islam. L'immens pati de 122 metres de llarg, entapissat de lloses que van pertànyer a un monument romà, ofereix diverses exquisides decoracions. Entre elles, la del tresor, una construcció que reposa sobre columnes i que es feia servir per emmagatzemar l'or de l'estat.
La sala d'oració de la mesquita conté una tomba, la de Joan Baptista, cas excepcional en l'islam i vestigi de l'antiga basílica de Sant Joan Baptista.
Segons la tradició local, el minaret més alt de la mesquita, anomenat minaret de Jesús, marca el lloc on el Messies tornarà a la terra el dia del judici final.
A dos-cents metres de la Gran Mesquita hi ha un exemple de rica arquitectura de disseny àrab-otomà, com és el Palau Azzem, del segle xviii. Avui és un museu de les arts i tradicions, i exposa, en diferents estances, maniquís que il·lustren sobre la vida quotidiana en aquesta residència, que va pertànyer al governador de Damasc.
La via Recta fou en el seu origen el decumanus de la Damasc romana; s'estenia al llarg de 1.500 metres. Avui en dia, correspon al carrer Bab Sharqi i al soc cobert Midhat Pasha, un dels més importants de Damasc. El carrer Bab Sharqi, ple de petites botigues, condueix al barri vell cristià de Bab Tuma; al final del carrer s'hi troba situada la Casa d'Ananïes, un capella subterrània que fou en els seus temps una bodega.
La ciutat vella està sembrada de mesquites - en tot Damasc n'hi ha prop de 700 - d'èpoques molt diverses.

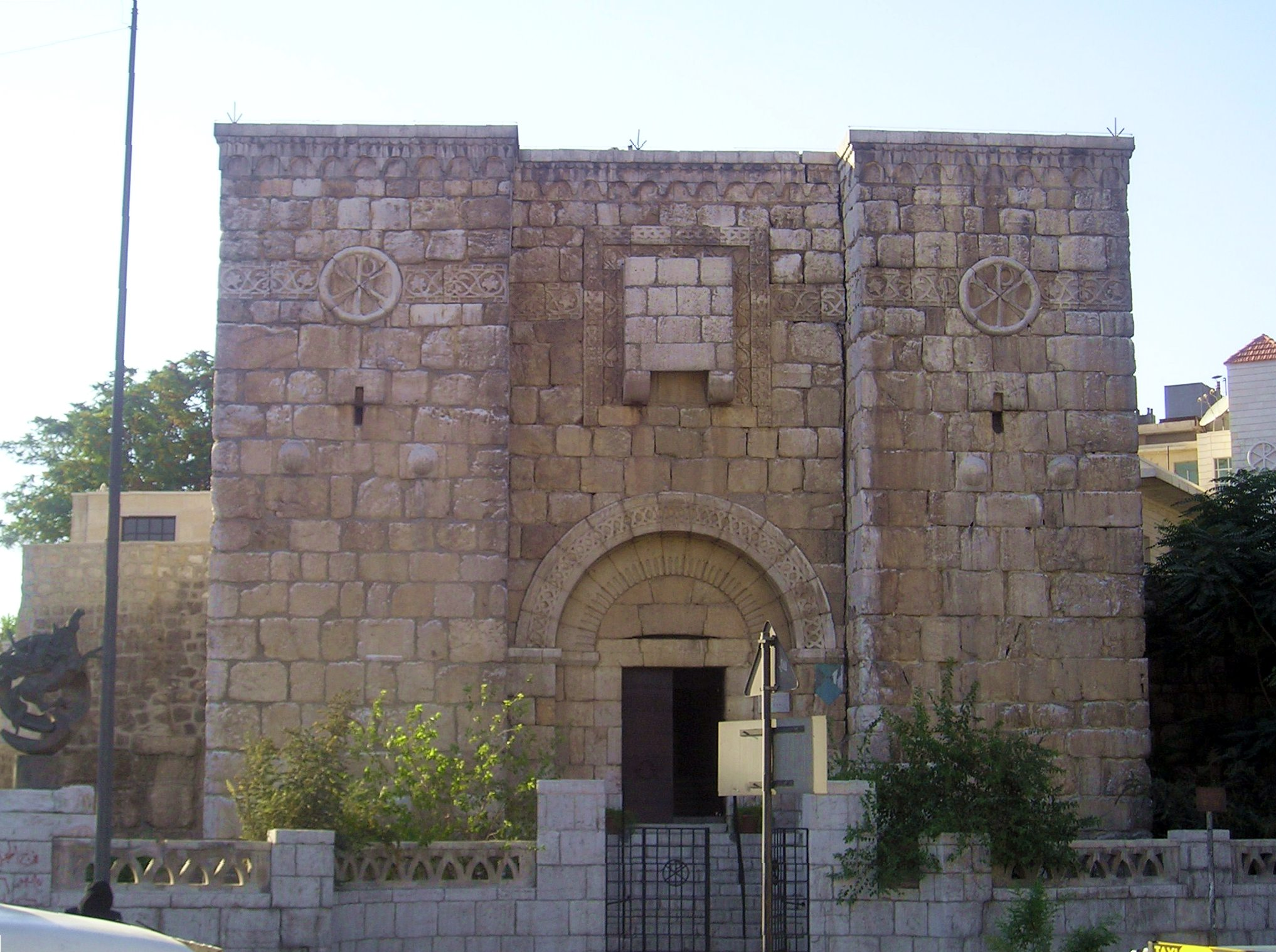
Bab Kisan a la Ciutat Antiga.
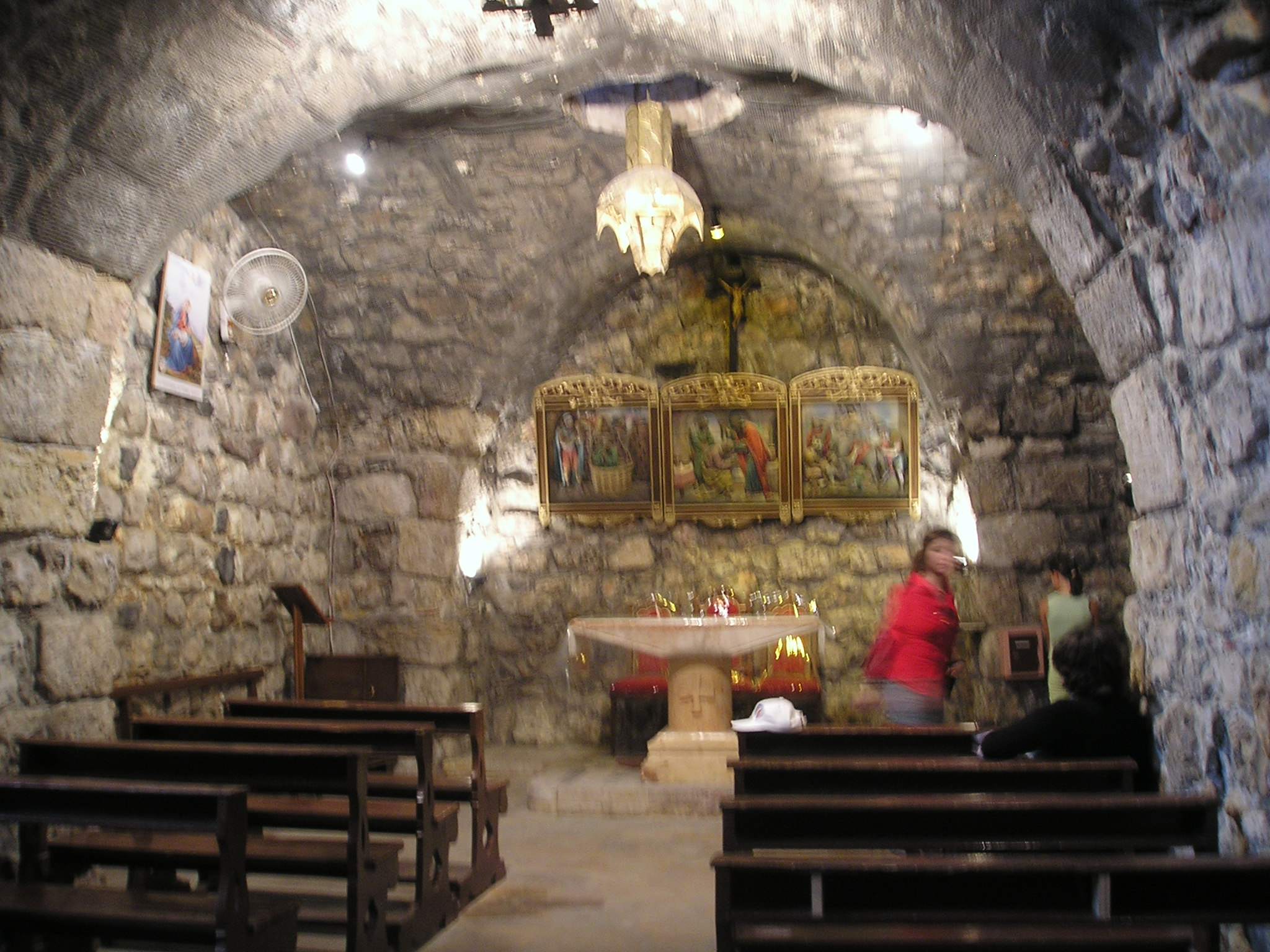
Capella d'Ananïes a la Ciutat Antiga.

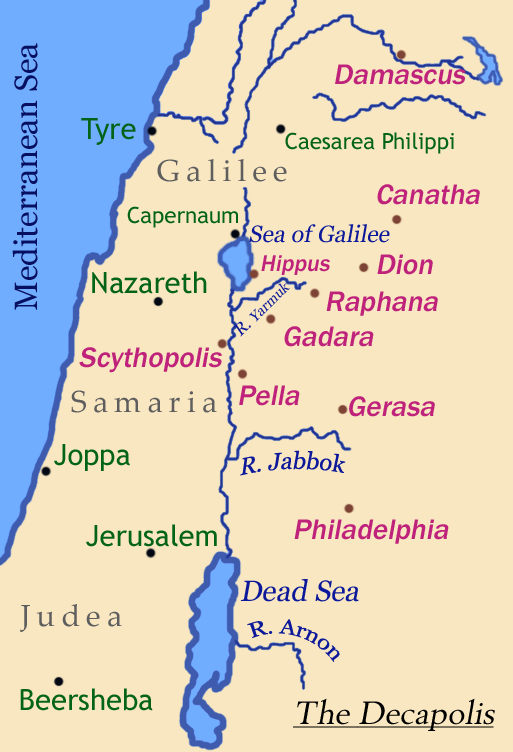
Mapa de la Decàpolis.

## Subdivisions

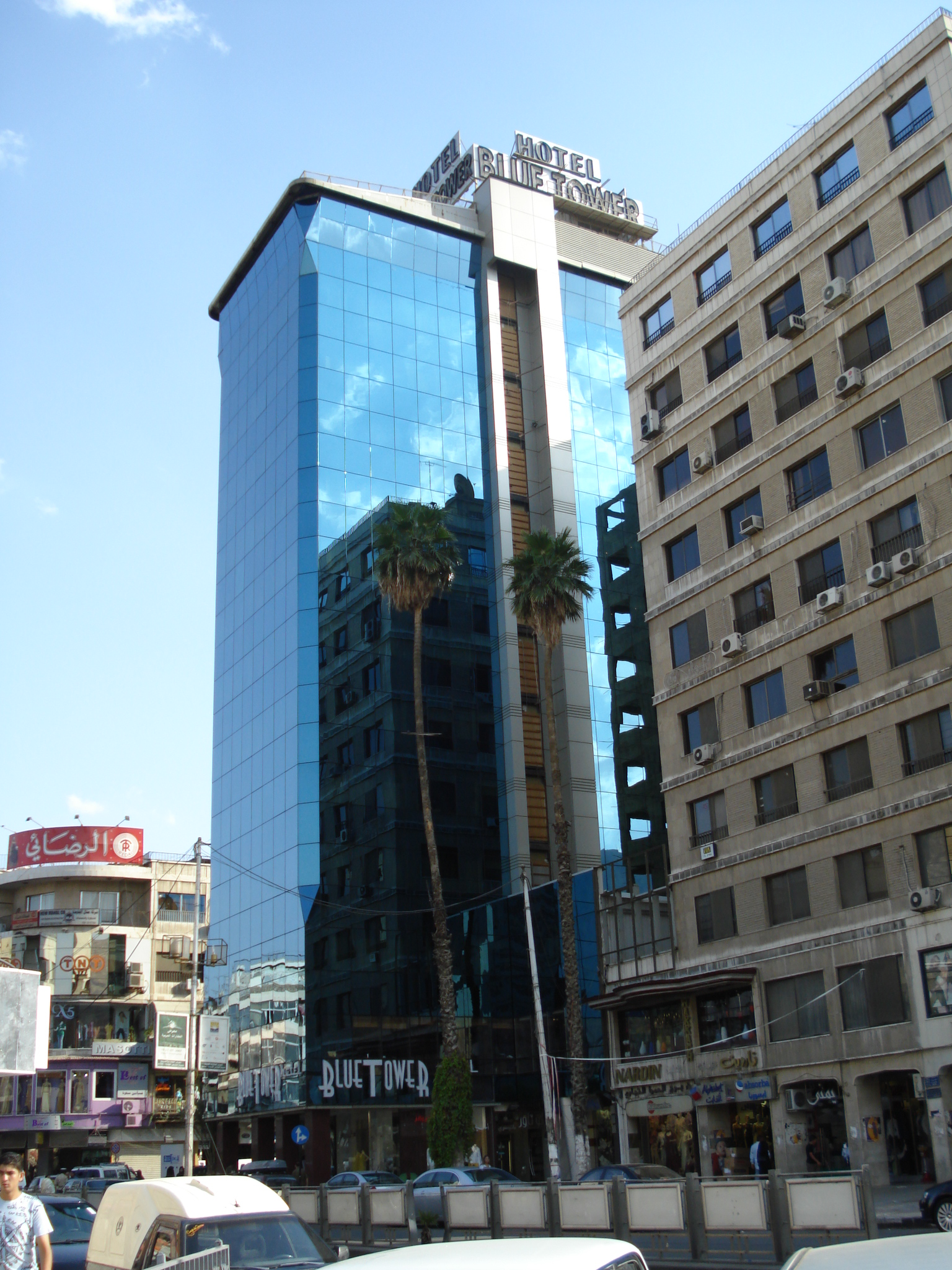
Carrer Abu Rummaneh

Damasc està dividit en diversos districtes:
|    | Districtes de Damasc |
| -- | -------------------- |
| 1  | Abbasiyyin           |
| 2  | Abu Rummaneh         |
| 3  | Amara                |
| 4  | Bahsa                |
| 5  | Baramkah             |
| 6  | Barzeh               |
| 7  | Dummar               |
| 8  | Jobar                |
| 9  | Kafar Souseh         |
| 10 | Malki                |
| 11 | Mazraa               |
| 12 | Mezzeh               |
| 13 | Midan                |
| 14 | Muhajreen            |
| 15 | Qanawat              |
| 16 | Rukn Eddeen          |
| 17 | Al-Salihiyah         |
| 18 | Sarouja              |
| 19 | Sha'alan             |
| 20 | Shaghoor             |
| 21 | Tijara               |

## Geografia física
De manera general, Damasc està dividida en dues parts: la ciutat nova, amb els seus edificis i passeigs moderns, i la ciutat antiga, on s'agrupen els atractius d'aquesta capital amb 6.000 anys d'existència, que ja apareix mencionada en textos de fa quatre mil·lennis i mig.

## Clima
Damasc té una clima semiàrid, a causa de l'ombra orogràfica de les muntanyes del Líban. Els estius són secs i càlids amb poca humitat. Els hiverns són humits i compartivament, plujosos, amb algunes nevades. Les temperatures màximes i mínims del mes de gener són de 12,6 °C i 0,4 °C; la mínima mai enregistrada és de -13,5 °C. Les temperatues màximes i mínimes del mes de juliol són de 36,5 °C i de 16.9 °C; i la màxima temperatura mai enregistrada és de 45,5 °C. Les precipitacions anuals es troben als voltants dels 134 mm, donant-se entre els mesos de novembre i març.
| Dades climàtiques a Damasc                                                                                                | Dades climàtiques a Damasc | Dades climàtiques a Damasc | Dades climàtiques a Damasc | Dades climàtiques a Damasc | Dades climàtiques a Damasc | Dades climàtiques a Damasc | Dades climàtiques a Damasc | Dades climàtiques a Damasc | Dades climàtiques a Damasc | Dades climàtiques a Damasc | Dades climàtiques a Damasc | Dades climàtiques a Damasc | Dades climàtiques a Damasc |
| Mes | gen                        | febr                       | març                       | abr                        | maig                       | juny                       | jul                        | ag                         | set                        | oct                        | nov                        | des                        | anual                      |
| --- | -------------------------- | -------------------------- | -------------------------- | -------------------------- | -------------------------- | -------------------------- | -------------------------- | -------------------------- | -------------------------- | -------------------------- | -------------------------- | -------------------------- | -------------------------- |
| Màxima rècord °C (°F) | 21 (70)                    | 30 (86)                    | 28 (82)                    | 35 (95)                    | 38 (100)                   | 39 (102)                   | 42 (108)                   | 45 (113)                   | 39 (102)                   | 34 (93)                    | 30 (86)                    | 21 (70)                    | 45 (113)                   |
| Màxima mitjana °C (°F) | 12.6 (54.7)                | 14.8 (58.6)                | 18.9 (66)                  | 24.5 (76.1)                | 29.7 (85.5)                | 34.2 (93.6)                | 36.5 (97.7)                | 36.2 (97.2)                | 33.4 (92.1)                | 28 (82)                    | 20.3 (68.5)                | 14.2 (57.6)                | 25.27 (77.47)              |
| Mitjana diària °C (°F) | 5.9 (42.6)                 | 7.8 (46)                   | 11 (52)                    | 15.5 (59.9)                | 20.2 (68.4)                | 24.4 (75.9)                | 26.3 (79.3)                | 26 (79)                    | 23.2 (73.8)                | 18.1 (64.6)                | 11.8 (53.2)                | 7.2 (45)                   | 16.45 (61.64)              |
| Mínima mitjana °C (°F) | 0.4 (32.7)                 | 1.3 (34.3)                 | 3.7 (38.7)                 | 7 (45)                     | 10.5 (50.9)                | 14.2 (57.6)                | 16.9 (62.4)                | 16.5 (61.7)                | 13 (55)                    | 8.9 (48)                   | 4 (39)                     | 1.3 (34.3)                 | 10.5 (50.9)                |
| Mínima rècord °C (°F) | −6 (21)                    | −5 (23)                    | −2 (28)                    | −1 (30)                    | 7 (45)                     | 9 (48)                     | 13 (55)                    | 13 (55)                    | 10 (50)                    | 6 (43)                     | −2 (28)                    | −5 (23)                    | −6 (21)                    |
| Precipitació mitjana mm (polzades)                                                                                        | 27.9 (1.098)               | 22.7 (0.894)               | 16.9 (0.665)               | 7.9 (0.311)                | 3.3 (0.13)                 | 0.4 (0.016)                | 0 (0)                      | 0 (0)                      | 0.2 (0.008)                | 7.1 (0.28)                 | 21.4 (0.843)               | 25.8 (1.016)               | 133.6 (5.261)              |
| Mitjana de dies de precipitació (≥ 0.1 mm)                                                                                | 7                          | 7                          | 5                          | 3                          | 1                          | 0                          | 0                          | 0                          | 0                          | 2                          | 4                          | 6                          | 35                         |
| Mitjana de dies de neu | 1                          | 1                          | 0                          | 0                          | 0                          | 0                          | 0                          | 0                          | 0                          | 0                          | 0                          | 0                          | 2                          |
| Mitjana mensual d'hores de sol                                                                                            | 164.3                      | 182                        | 226.3                      | 249                        | 322.4                      | 357                        | 365.8                      | 353.4                      | 306                        | 266.6                      | 207                        | 164.3                      | 3.164,1                    |
| Font #1: BBC Weather |                            |                            |                            |                            |                            |                            |                            |                            |                            |                            |                            |                            |                            |
| Font #2: World Meteorological Organization Hong Kong Observatory (sunshine: 1961–1990) Source #3: Meoweather (snowy days) |                            |                            |                            |                            |                            |                            |                            |                            |                            |                            |                            |                            |                            |

## Economia

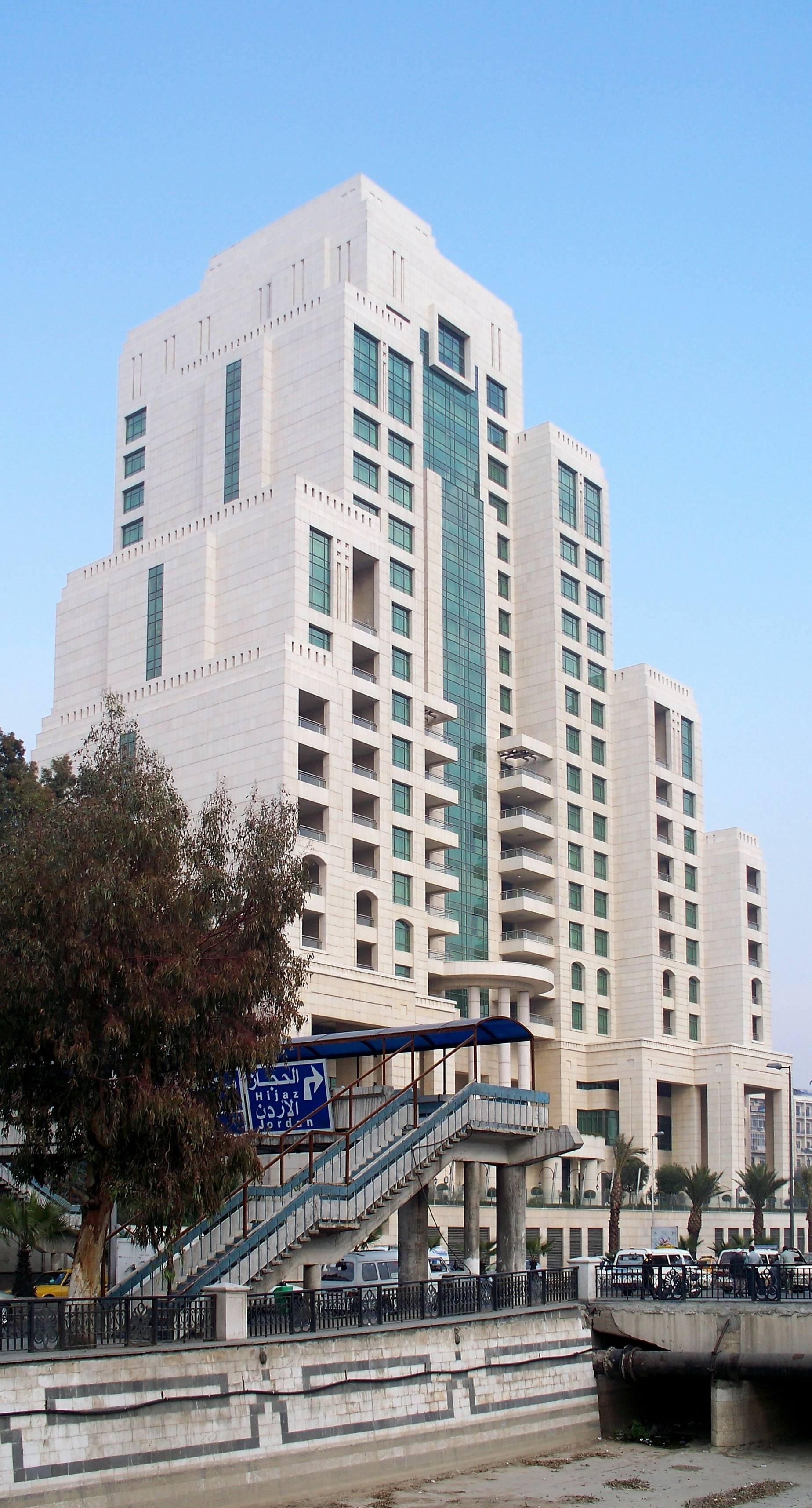
Hotel Four Seasons

El paper històric que Damasc va jugar com un important centre comercial ha canviat en els darrers anys a causa del desenvolupament polític de la regió, així com a causa del desenvolupament del comerç modern. La majoria dels béns produïts a Damasc, així com a Síria, es distribueixen als països de la península aràbiga. Damasc compta també amb una exposició anual de comerç internacional a la tardor des de l'any 1955.
Damasc té el potencial per a desenvolupar una indústria turística de gran èxit. L'abundància de la riquesa cultural a Damasc ha estat modestament utilitzat des de finals de l'any 1980 amb el desenvolupament de molts allotjamentent, transports i altres inversions relacionades. Des de la dècada del 2000, nombrosos hotels, botigues i cafès s'han obert a la ciutat vella, atraïent a molts turistes europeus i habitants de la ciutat per igual.
El sector immobiliari està en auge a Damasc. L'assessoria immobiliària Cushman & Wakefield va incloure Damasc en la llista de les ciutats amb els espais per a oficines més cars del món; el va incloure en la vuitena posició l'any 2009. El mercat d'oficines a Damasc és bastant immadur i la demanda d'espai d'oficines d'alt nivell supera l'oferta. No obstant això, una nova oferta d'espai d'oficines s'espera que surti al mercat al llarg del 2009.
Damasc és la llar d'una àmplia gamma d'activitats industrials, com ara la indústria tèxtil, de processament d'aliments, de ciment i diverses indústries químiques. La majoria de les fàbriques estant dirigides per l'¡estat, però, una limitada privatització, a més de cedir algunes activitats econòmiques al sector privat, es va permetre a partir de la dècada del 2000 amb la liberalització del comerç que va tenir lloc. Artesanies tradicionals i gravatss artesanals en coure se segueixen produint a la ciutat vella.
La Borsa de Damasc es va obrir formalment per al comerç el març de 2009, i és l'únic parquet d'intercanvi de valors que existeix actualment a Síria. Actualment es troba al districte Barzeh, dins dels mercats financers de Síria i de comissions de valors. La seva ubicació final ha de ser el districte de negocis de Yaafur.

### Infraestructura

#### Transport aeri

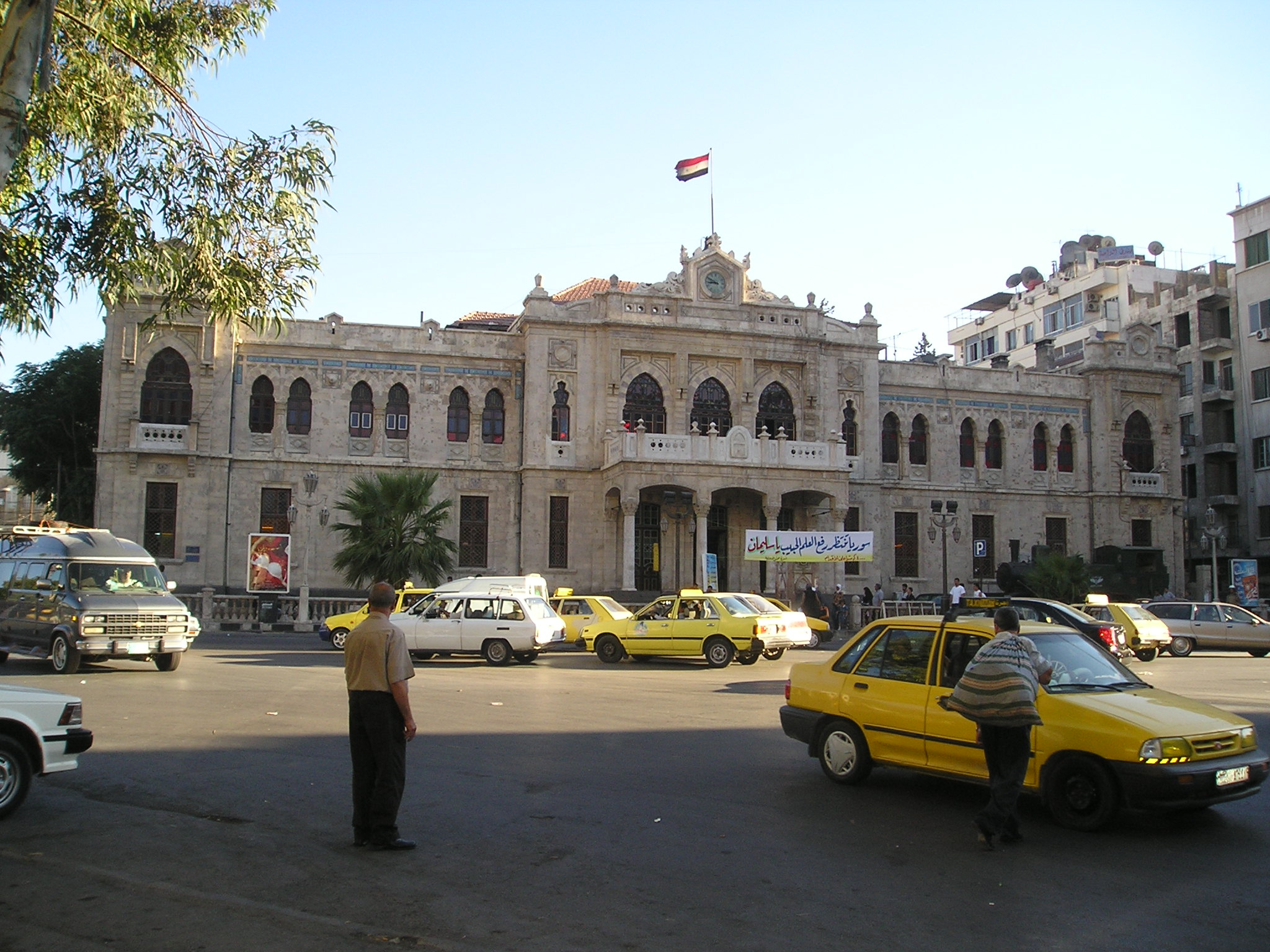
Estació al-Hejaz

L'aeroport principal és l'Aeroport Internacional de Damasc, aproximadament a 20 km del centre de la ciutat, amb connexions a moltes ciutat asiàtiques, europees, africanes, i, recentment, sud-americanes.
Els carrers de Damasc són sovint estrets, especialment a les parts més antigues de la ciutat, i les elevacions al ferm són àmpliament utilitzades per a limitar la velocitat dels vehicles.

#### Autobusos
El transport públic a Damasc depèn en gran manera de minibusos. Hi ha al voltant de cent línies que operen dins de la ciutat i algunes d'elles s'estenen des del centre de la ciutat als suburbis propers. No hi ha un horari per a les línies, i a causa del limitat nombre d'estacions d'autobús oficials, en general els autobusos s'aturaran sempre que el passatger hagi de pujar o baixar. El nombre d'autobusos que serveixen la mateixa línia és relativament alta, cosa que minimitza el temps d'espera. Les línies no estan numerades, sinó que es donen sobretot títols que indiquen els dos punts finals i, possiblement, una important estació de la línia.

#### Trens
Gestionada per Chemins de Fer Syriens, l'antiga estació principal de tren de Damasc va ser l'estació de tren d'al-Hijaz, aproximadament 1 km a l'oest de la ciutat vella. L'estació ara està inactiva i les vies s'han eliminat, però encara hi ha un taulell de butlletes i servei de trasllat a l'estació de Kadam al sud de la ciutat, que ara funciona com la principal estació de trens.

#### Metro
L'any 2008, el govern va anunciar un pla per a construir el Metro de Damasc amb obertura de la línia verda prevista per al 2015. La línia verda serà un eix essencial oest-est per al futur de la xarxa de transport públic, servint Moadamiyeh, Sumariyeh, Mezzeh, la Universitat de Damasc, Hijaz, la Ciutat Vella, Abbassiyeen i l'estació d'autobusos Qaboun Pullman. Una xarxa de metro de quatre línies s'espera que estigui en funcionament el 2050.

## Geografia humana i societat

### Demografia
Tenia 4.700.000 habitants (cens de 2007). Un 75% és de creença musulmana sunnita, un 15% de la població és de confessió cristiana (diverses esglésies), i el 10% restant se subdivideix entre musulmans alauites, drusos i xiïtes.

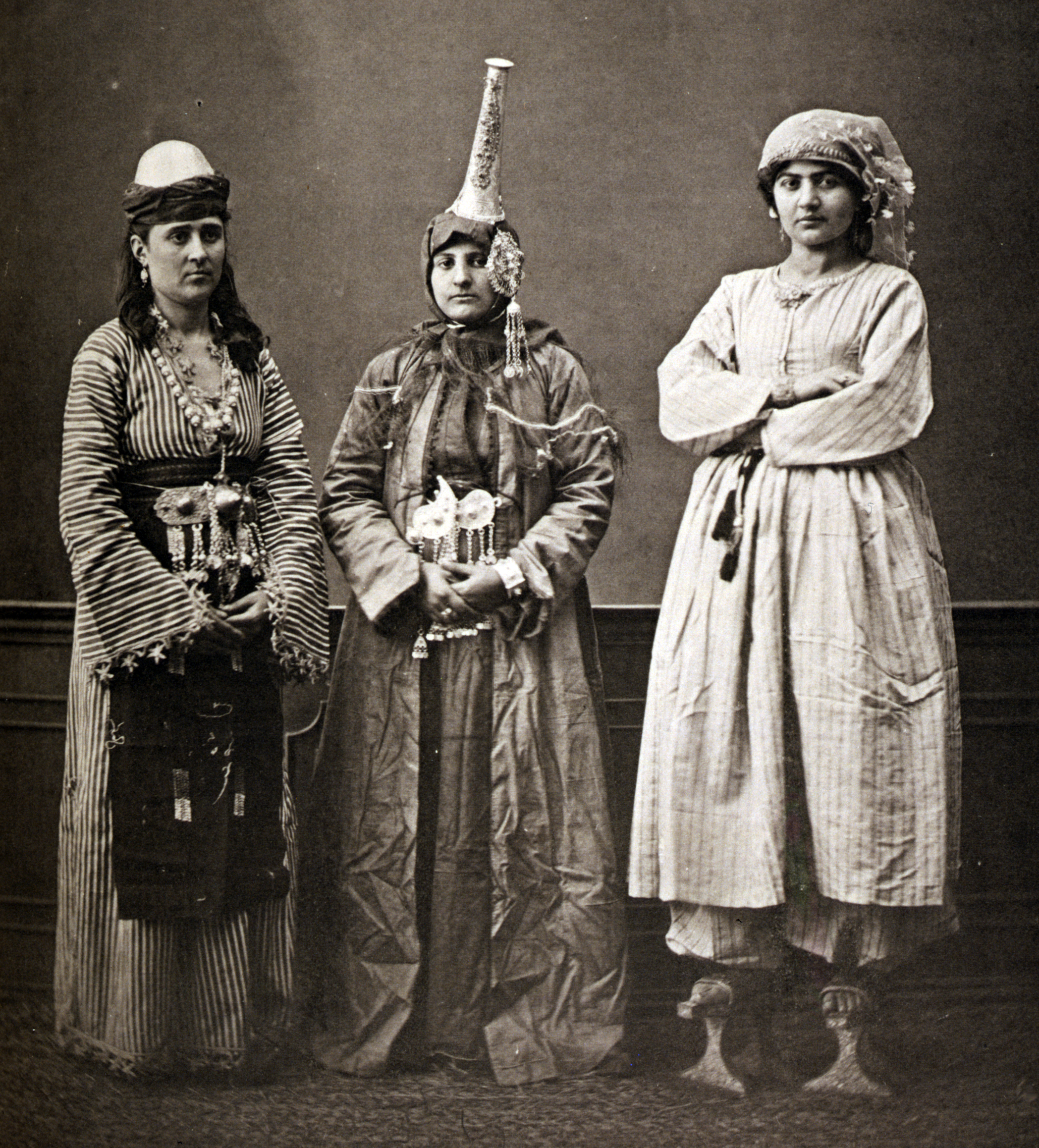
Tres dones a Damasc; una dama que portava la qabqabs, una drusa, i una pagesa, 1873.

La població de Damasc l'any 2004 va ser d'1.552.161 segons el cens oficial de 2004 realitzat per l'Oficina Central d'Estadístiques (CBS) de Síria. No obstant això, segons estimacions de 2007 publicat per la CBS, la població de Damasc es va estimar en 1.669.000 el 2007.
La població va créixer un 7,52% entre 2004 i 2007, com a càlcul directe que correspon a un creixement demogràfic anual del 2,51%. 

L'àrea metropolitana de Damasc inclou les ciutats de Duma, Harasta, Darayya, Al-Tall i Jaramana. La manca d'estadístiques oficials de població en aquestes ciutats fa que sigui difícil estimar la població de la major zona metropolitana al voltant de Damasc, que és de bastant més de 2 milions d'habitants.

### Etnografia
La majoria de la població de Damasc va ser el resultat de migració rural-urbana. Es creu que la població local de Damasc, són al voltant d'1,5 milions de persones.

### Religió
La majoria dels habitants de Damasc, prop del 75% són sunnites musulmans. Es creu que hi ha més de 2.000 mesquites a Damasc, sent-ne la més coneguda la Mesquita Omeia.Plantilla:Verify source
Els cristians, especialment siris-assiris representen el 15% de la població, i hi ha un nombre de districtes cristians, com Bab Tuma, Kassaa, i Ghassani, i d'entre les diferents esglésies en destaca particularment l'antiga Capella de Sant Pau.
Hi ha una petita comunitat jueva anomenada Haryet il yahoud-, el barri jueu; són les restes d'una antiga i molt més important presència jueva a Síria, que es remunta almenys a l'època romana, si no abans a l'època del rei David.

### Educació
Damasc és el principal centre de l'educació a Síria. És la llar de la Universitat de Damasc, que és la més antiga i la més gran de les universitats sirianes. Després de la promulgació d'una legislació que permet les institucions privades de secundària, diverses noves universitats es van establir a la ciutat i al seu voltant, incloent:
- Universitat Virutal de Síria
- Universitat Internacional per a la Ciència i la Tecnologia
- Institut Superior en Administració d'Empreses
- Institut Superior en Ciències i Tecnologia Aplicades
- Universitat de Kalamoon
- Universitat Àrab Internacional
- Institut Nacional d'Administració

## Cultura i oci
Damasc va ser escollida com la Capital de la Cultura Àrab. La Capital de la Cultura Àrab és una iniciativa auspiciada per la UNESCO, sota el Programa de Capitals Culturals per a promocionar i celebrar la cultura àrab, i encoratjar la cooperació a les regions àrabs. La preparació per a la festivitat va començar el febrer de l'any 2007, amb l'establiment del Comitè Administratiu per la "Damasc, Capital de la Cultura Àrab" per mitjà d'un decret presidencial.

### Museus

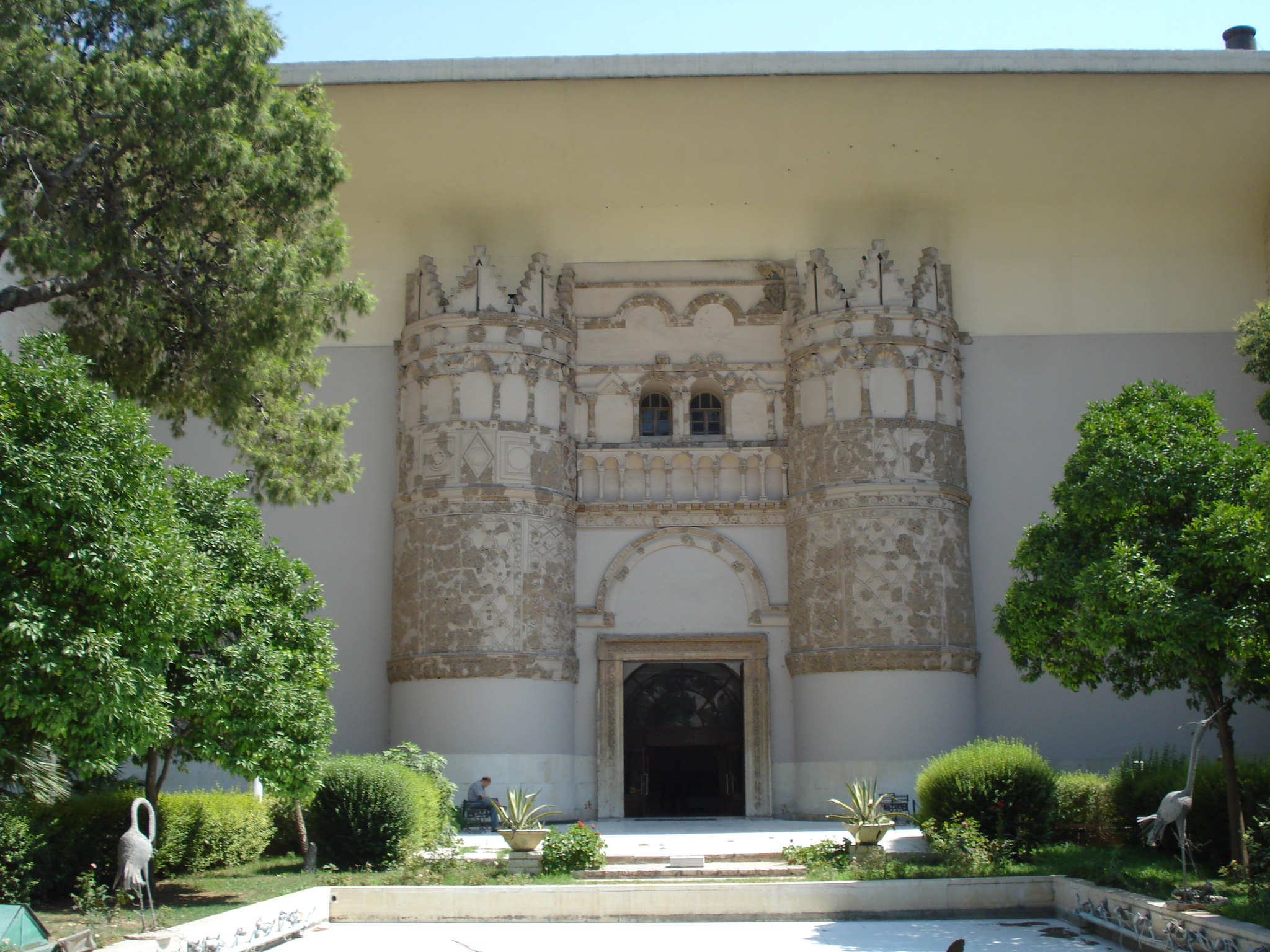
Museu Nacional de Damasc

- Museu Nacional de Damasc
- Palau Azem
- Museu Militar
- Museu de la Cal·ligrafia Aràbiga

### Esports
Els esports més populars són el futbol, bàsquet, natació i tennis de taula. Damasc és la llar de diversos clubs esportius, incloent-hi l'Al-Jaish, Al-Wahda i Al Majd.
Els cinquens i la setens Jocs Panàrabs es van celebrar a Damasc el 1976 i 1992, respectivament.

### Activitats de lleure

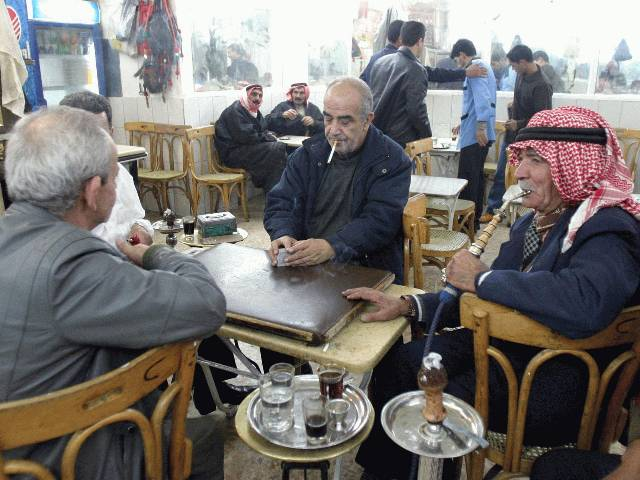
A Damascus coffeehouse

Ski Land Mall

Les cafeteries, on a més dels cafès àrabs i dels tes se serveixen pipes d'aigual, proliferen Damasc. Jocs de cartes, jocs de taula (variants del backgammon), i escacs són les activitats principals als cafès freqüentats.
Tishreen Park és, de molt, el major parc a Damasc. És la llar de l'anual Mostra de Flors que se celebra a Damasc. Altres parcs inclouen l'Aljahiz, l'Al sibbki, l'Altijara i Al'lwahda. Els oasis Ghouta de Damasc també són una popular destinació per a la recreació. Hi ha diversos centres de recreació a Damasc incloent-hi diversos estadis, piscines i camps de golf. A més, l'Associació Siriana de Cavalls Àrabs de Damasc, ofereix una àmplia gamma d'activitats i serveis per als criadors de cavalls i genets.

## Monuments i turisme
Un dels seus atractius és la tomba de Saladí.

## Ciutats agermanades
| - Dubai, Emirats Àrabs Units - Toledo, Espanya - Bogotà, Colòmbia - Caire, Egipte - Atenes, Grècia (des de 1996) - Bucarest, Romania - Amman, Jordània - Teheran, Iran - Còrdova, Espanya | - Alexandria, Egipte - Rio de Janeiro, Brasil - Caracas, Veneçuela - Erevan, Armènia (des de 1997) - Trípoli, Líban (des de 1998) - Rabat, Marroc (des de 1987) - São Paulo, Brasil (des de 1999) - Sanà, Iemen - Navi Mumbai, Índia | - Istanbul, Turquia - Astanà, Kazakhstan - Província de Fars, Iran - Surakarta, Indonèsia (des del 2 d'agost 2011) - Los Angeles, Estats Units - Olympia, Estats Units |

## Persones cèlebres nascudes a Damasc
- Nicolau Damascè
- Joan Damascè
- Sofroni de Jerusalem
- Abd-ar-Rahman I ad-Dàkhil
- Damasci
- Diversos personatges del llinatge dels Ibn Sasra.